# كوهجرد (باسخن)
كوهجرد (بالفارسية: کوهجرد) هي قرية تقع في إيران في البلدة المركزية. يقدر عدد سكانها بـ 538 نسمة بحسب إحصاء 2016.